# Phalium areola
Phalium areola is een slakkensoort uit de familie Cassidae. De wetenschappelijke naam werd gepubliceerd in 1758 door Carl Linnaeus in de tiende editie van Systema naturae.